# Maria av Jerusalem

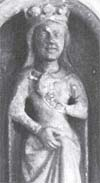
Maria av Jerusalem.

Maria av Jerusalem, född 1192, död 1212, var en monark (regerande drottning) av Jerusalem.
Hon var dotter till drottning Isabella I av Jerusalem och markis Konrad av Montferrat och var som barn känd som markisinnan. Hon blev monark vid moderns död, och hennes mors halvbror Johan av Ibelin blev regent under hennes omyndighet. 
Då hon myndigförklarades år 1209 beslöts det att hon borde gifta sig så snart som möjligt för att kunna sitta kvar som monark, och man bad Frankrikes kung om förslag på vem hon borde gifta sig med. Den franske kungen utsåg sin anhängare Johan av Brienne till hennes man, och betalade jämsides med påven en stor summa pengar till den fattige Brienne. Maria och Johan gifte sig 1210 och kröntes sedan till samregenter i Tyros. 
Maria avled i barnsängsfeber, efter att ha fött dottern Isabella.  